# Абреуландия

Абреуландия на карте штата.

Абреуландия (порт. Abreulândia) — муниципалитет в Бразилии, входит в штат Токантинс. Составная часть мезорегиона Западный Токантинс. Входит в экономико-статистический микрорегион Мирасема-ду-Токантинс. Население составляет  2391 человек на 2010 год. Занимает площадь 1 895,212 км². Плотность населения — 1,26 чел./км².

## Демография
Согласно сведениям, собранным в ходе переписи 2010 г. Национальным институтом географии и статистики (IBGE), население муниципалитета составляет:
| Полное население                               | Полное население                               | Полное население                               | Полное население                               | 2391  |
| ---------------------------------------------- | ---------------------------------------------- | ---------------------------------------------- | ---------------------------------------------- | ----- |
| в том числе:                                   | Городское население                            | 1476                                           | Процент городского населения, %                | 61,73 |
|                                                | Сельское население                             | 915                                            | Процент сельского населения, %                 | 38,27 |
|                                                | Мужское население                              | 1261                                           | Процент мужского населения, %                  | 52,74 |
|                                                | Женское население                              | 1130                                           | Процент женского населения, %                  | 47,26 |
| Плотность населения, чел/км²                   | Плотность населения, чел/км²                   | Плотность населения, чел/км²                   | Плотность населения, чел/км²                   | 1,26  |
| Население муниципалитета в % к населению штата | Население муниципалитета в % к населению штата | Население муниципалитета в % к населению штата | Население муниципалитета в % к населению штата | 0,17  |

По данным оценки 2016 года население муниципалитета составляет 2539 жителей.

## Статистика
- Валовой внутренний продукт на 2003 составляет 5.152.675,00 реалов (данные: Бразильский институт географии и статистики).
- Валовой внутренний продукт на душу населения на 2003 составляет 2.241,27 реалов (данные: Бразильский институт географии и статистики).
- Индекс развития человеческого потенциала на 2000 составляет 0,667 (данные: Программа развития ООН).

## Важнейшие населённые пункты
| № | Населённый пункт | Населённый пункт (порт.) | Категория | Население чел. (2010) | На карте                       |
| - | ---------------- | ------------------------ | --------- | --------------------- | ------------------------------ |
| 1 | Абреуландия      | Abreulândia              | город     | 1476                  | 9°37′19″ ю. ш. 49°09′18″ з. д. |